# 科博科區
科博科區是非洲中部國家烏干達的111個區之一，由北部區負責管轄，首府是科博科，海拔高度1,285米，總面積820.8平方公里，距離阿魯阿約55公里，主要的經濟產業有自給農業和畜牧業，2010年人口估計為193,000。

## 外部連結
- Koboko District Information Portal

03°25′N 30°58′E / 3.417°N 30.967°E